# Гурина, Екатерина Дмитриевна
Екатери́на Дми́триевна Гу́рина (28 ноября (по другим данным — 19 сентября) 1927, Мосейково, Бежецкий уезд, Тверская губерния, РСФСР, СССР — 2011, Приозерск, Ленинградская область, Россия) — бригадир отбельщиц Приозерского целлюлозно-бумажного завода Министерства целлюлозно-бумажной промышленности СССР (Ленинградская область), Герой Социалистического Труда (1971).

## Биография
Родилась 28 ноября (по другим данным — 19 сентября) 1927 года в деревне Мосейково (ныне Лесного района Тверской области) в семье крестьян. В детстве вместе с семьёй переехала в Ленинград, но после рождения брата вернулась в родную деревню. В сельской школе в с. Михайловское закончила первый класс. Отец устроился строителем на Ижорский завод и семья переехала в Колпино, где Екатерина училась в средней школе № 9.
Сдав в июне 1941 года экзамены за шестой класс, приехала в родную деревню, где её и застала Великая Отечественная война. Вскоре отец ушёл на фронт, где и погиб, мать смогла покинуть блокадный Ленинград в марте 1942.
Летом 1942 года устроилась на работу в колхоз имени Ворошилова в родной деревне. Зимой работала на лесозаготовках в Медведковском леспромхозе. Поступила учиться в Старицкий сельскохозяйственный техникум (эвакуированный в село Лесное), затем перебралась в Старицу, но бросила учёбу чтобы помочь матери растить троих детей, и устроилась на работу на Монаковский молокозавод.
В октябре 1946 года переехала в Кексгольм Кексгольмского района (с 1948 года — город Приозерск Приозерского района) Ленинградской области к матери, в январе 1947 года устроилась грузчиком на местный целлюлозный завод, а в апреле 1948 (по другим данным — 1949) года становится бригадиром отбельщиц.
Трудилась на Приозерском целлюлозном заводе 26 лет, 23 года была бригадиром отбельщиц. За успехи, достигнутые в развитии целлюлозно-бумажной промышленности, в 1961 году награждена орденом Трудового Красного Знамени. В 1970 году её бригада перевыполнила нормы выработки на 330 процентов при отличном качестве целлюлозы.
Указом Президиума Верховного Совета СССР от 20 апреля 1971 года «за выдающиеся успехи, достигнутые в выполнении заданий пятилетнего плана по выработке целлюлозно-бумажной продукции» удостоена звания Героя Социалистического Труда с вручением ордена Ленина и золотой медали «Серп и Молот».
В 1973 году вышла на заслуженный отдых, но в 1976 году устроилась утюжильщицей цеха № 6 объединения «Салют» в Приозерске.
Жила в Приозерске, где скончалась в 2011 году.
Неоднократно избиралась депутатом Приозерского городского Совета. Делегат XV съезда профсоюзов СССР (1972).
Награждена орденом Ленина (20.04.1971), Трудового Красного Знамени (29.06.1961), медалями.